# No Goodbyes
No Goodbyes (pol. Żadnych pożegnań) – singel holenderskiej piosenkarki Lindy Wagenmakers napisany przez Ellerta Driessena i Johna O’Harego oraz wydany w 2000 roku. 
W 2000 utwór reprezentował Holandię w 45. Konkursie Piosenki Eurowizji organizowanym w Sztokholmie dzięki wygraniu pod koniec lutego finału krajowych eliminacji dzięki zdobyciu największego poparcia jurorów i telewidzów. 13 maja Wagenmakers wystąpiła z nim w finale widowiska i zajęła ostatecznie 12. miejsce z 40 punktami na koncie. Na początku występu była ubrana w szeroką, czarno-białą sukienkę, pod którą schowani byli jej tancerze: Gino Emnes, Yolanda Germain, Chaira Borderslee i Richard Rodermond.

## Lista utworów
CD Single
1. „No Goodbyes” – 3:07
2. „No Goodbyes” (Special Radio Dance Remix) – 2:43
3. „Laat me vrij om te gaan” (Titelsong RTL4 Serie Westenwind) – 3:51